# 比纳尔尔伊乔洛恩伊
比纳尔尔伊乔洛恩伊（Bina Rly Colony），是印度中央邦Sagar县的一个城镇。总人口7219（2001年）。

## 人口
该地2001年总人口7219人，其中男性3827人，女性3392人；0—6岁人口678人，其中男338人，女340人；识字率82.05%，其中男性为88.32%，女性为74.97%。